# Le Cirque (Seurat)
Pour les articles homonymes, voir Le Cirque.
Le Cirque est un tableau de Georges Seurat peint en 1890 et actuellement exposé au musée d'Orsay. Il représente le numéro de l’écuyère du cirque Fernando (futur cirque Medrano).

## Analyse
Ce tableau poursuit, après Chahut (1890, conservé à Otterlo), les recherches de Seurat sur la représentation du mouvement, et ce malgré la rigueur de sa technique divisionniste. Élève de l'ingriste Henri Lehmann, il porte un fort attachement à la ligne qui se traduit ici par de sinueuses arabesques. De nombreux artifices de composition permettent en outre de guider le regard, introduire le spectateur, créer une dynamique, etc. 
Le personnage du premier plan, la superposition des gradins ainsi que l'ouverture sur la droite de la toile permettent de creuser la profondeur. Celle-ci est accentuée par le subtil jeu des couleurs et l'alternance des lignes rouges et jaunes. Georges Seurat est influencé par les estampes japonaises (c'est le japonisme alors en vogue) et par les affiches de Jules Cheret.
Loin d'une vision anecdotique, Seurat représente ici un plaisir populaire fréquemment représenté dans les années 1880, en particulier par Degas, et Toulouse-Lautrec. Il est cependant ici prétexte à une critique sociale chère à son œuvre : la superposition des spectateurs est l'occasion d'illustrer la diversité sociale et ses inégalités. L'organisation rigide de cette partie du tableau contraste d'ailleurs avec la souplesse du premier plan.
Comme pour d'autres tableaux, Seurat fait le choix de peindre l'encadrement avec la même technique divisionniste que le reste de l'œuvre, mais de couleur plus sombre afin de faire ressortir les vivacités des tons de la toile. Il opère, une fois encore, une synthèse entre création artistique et analyse scientifique. Les couleurs brillantes de cette toile font ressortir les personnages en premier plan. La technique dite «pointillée» fait en sorte que l'on sent les couleurs vibrantes et exceptionnelles de ce chef-d'œuvre.
Le sujet du tableau représente en lui-même un instantané, un cliché quasi-photographique ou les mouvements se figent en une milliseconde, créant une intensité émotionnelle et un apogée avant un possible drame : d'une part, en sous-entendu, ce sont des déplacements invisibles à l’œil nu : le claquement du fouet, des éclairs (jaunes) suggérés en coulisse, le cheval ne touchant pas terre, voire la cabriole du personnage en orange ; surtout la représentation de flammes (blanches, jaunes, rouges) évoquant le danger autant que le mouvement : dans les cheveux et les habits des clowns et de la cavalière, dans la crinière et la queue du cheval, etc.
D'autre part, l'équilibre plus qu'instable représenté au centre de l’œuvre : l'écuyère tient-elle encore sur sa monture ou est-elle en dangereuse suspension comme l'équilibriste en orange (et le cheval) ? A t-elle lâché son cerceau ?
Seurat joue ainsi avec l'émotion du spectateur, mélange d'admiration et de peur, alors qu'il demeure immobile comme le public, relativement clairsemé, de l'arrière-plan.

## Historique
Cette œuvre, de grande taille (1,86 m de haut, 1,52 m de large) est la dernière de Georges Seurat, mort le 29 mars 1891 à 31 ans. Il est rentré à Paris depuis peu lorsqu'il commence à réaliser cette toile, à la suite d'un séjour, durant l'été 1890, à Gravelines. Le cirque sédentaire est alors un spectacle à la mode. Georges Seurat, comme d'autres peintres ( Edgar Degas, Joseph Faverot, Henri de Toulouse-Lautrec,  Auguste Renoir, puis Eugène Paul, André Derain, Kees van Dongen, Pablo Picasso ou encore Edmond Heuzé ) seront inspirés par ces spectacles, notamment par la partie équestre ou par les clowns. Cette peinture s'appuie sur les représentations du Cirque Fernando qui se dresse au 63, boulevard Rochechouart, à l'angle de la rue des Martyrs, dans le quartier de Montmartre.  
L'œuvre fut présentée inachevée au Salon des Indépendants de 1891. Il meurt pendant l'exposition, quelques jours après l'ouverture du Salon.
D’abord dans la famille de Seurat, le tableau entre ensuite dans les collections de Paul Signac, son plus proche suiveur, à partir de 1900, qui le cède à un collectionneur américain, John Quinn. Il est ensuite légué au Louvre en 1927 par ce collectionneur, comme convenu avec Paul Signac. Il va alors séjourner successivement au Musée du Luxembourg, au musée national d’art moderne et à la galerie du Jeu de Paume avant d’être affecté en 1977 au Musée d'Orsay, rare voire unique tableau de grande taille de Georges Seurat conservé en France.

## La technique du peintre
Seurat va s’éloigner de l'impressionnisme pour élaborer une méthode picturale. Son problème étant de trouver un lien entre l’art et la science, il va fonder sur un concept nommé « pointillisme » (combinaison de plusieurs couleurs, ensemble de points colorés juxtaposés observés depuis une certaine distance, recomposer l’unité de ton). Par exemple un point de couleur jaune posé à côté d’un point de couleur rouge va donner un orange en le regardant de loin. Les couleurs apparaissent plus lumineuses que si elles avaient été produites par mélange sur la palette du peintre avant que les différents points soient posés sur la toile.
. 